# 交響曲第4番 (マーラー)
交響曲第4番ト長調（こうきょうきょく だい4ばん トちょうちょう）は、グスタフ・マーラーが1900年に完成した交響曲。4つの楽章から成り、第4楽章で声楽としてソプラノ独唱を導入している。

## 概要
マーラーの全交響曲中もっとも規模が小さく、曲想も軽快で親密さをもっているため、比較的早くから演奏機会が多かった。マーラーの弟子で指揮者のブルーノ・ワルターは、この曲を「天上の愛を夢見る牧歌である」と語っている。
歌詞に『少年の魔法の角笛』を用いていることから、同様の歌詞を持つ交響曲第2番、交響曲第3番とともに、「角笛三部作」として括られることがあるが、後述する作曲の経緯を含めて、第3番とは密接に関連しているものの、第2番とは直接の関連は認められず、むしろ音楽的には第5番との関連が深い。古典的な4楽章構成をとっており、純器楽編成による第5番以降の交響曲群を予告するとともに、一見擬古的な書法の随所に古典的形式を外れた要素が持ち込まれ、音楽が多義性を帯びてきている点で、マーラーの音楽上の転換点にも位置づけられる。
また、「大いなる喜び（歓び）への賛歌」という標題で呼ばれることがあるが、マーラー自身がこのような標題を付けたことはない。第4楽章の「天上の喜び」を歌った歌詞内容が誤ってこのように呼ばれ、さらに全曲の標題として誤用されたと考えられる。演奏時間は55分前後。

## 作曲の経緯

### 「天上の生活」
マーラーは1892年に『少年の魔法の角笛』の歌詞に基づいて「天上の生活」(Das himmlische Leben) を作曲、1893年に他の「角笛」作品5曲をまとめて「フモレスケ」としてハンブルクで初演していた。3年後の1895年から着手した交響曲第3番の構想では、「天上の生活」は第7楽章「子供が私に語ること」として位置づけられていた。しかし、翌1896年には最終的に第3交響曲から切り離された。また、時期ははっきりしないが、これと前後してマーラーには「天上の生活」に基づく6楽章構成の「フモレスケ」交響曲の構想もあった。これについては後述する。「天上の生活」が再び交響曲の楽章として取り上げられるのは、さらに3年後の1899年であった。

### ウィーン時代の幕開け
この間、1897年4月8日に37歳で念願のウィーン宮廷歌劇場指揮者に就いたマーラーは、5月11日、ワーグナーの歌劇『ローエングリン』を指揮してデビューを飾った。10月8日には、ハンス・リヒターに代わって、同歌劇場の音楽監督となる。1897年は、『魔笛』や『さまよえるオランダ人』を新演出によって上演、1898年には『ニーベルングの指環』（9月）、『トリスタンとイゾルデ』（10月）をそれぞれ初めてノーカットで上演して大成功を収めた。1899年には『ニュルンベルクのマイスタージンガー』をウィーン初演している。
さらに1898年9月24日、マーラーはウィーン・フィルハーモニー管弦楽団の常任指揮者にも就任する。1901年4月1日に辞任するまでの3年間、古典派音楽からマーラーと同時代の作品に至るまで、幅広いレパートリーを指揮した。ベートーヴェンの弦楽四重奏曲第11番（ヘ短調作品95）を弦楽合奏用に編曲して上演、賛否両論を巻き起こしたほか、交響曲第5番（1899年）や交響曲第9番（1900年）を改訂して上演し、非難を浴びた。また、1900年6月には同楽団を率いてパリ万国博覧会に参加している。
マーラーは自身の理想を追求する精力的な活動と音楽的実力によって楽団を掌握し、多くの人材がマーラーを慕って集まった。一方、会場を盛り上げる「サクラ」など旧来の慣習を廃し、楽団員に対しては専制君主的に接したことによって、保守的でプライドが高いウィーンの歌手や演奏者との軋轢（あつれき）が生じるなど波紋も広がった。

### 交響曲第4番の着手・完成
1899年の夏、マーラーはアルタウッセ湖畔で過ごすが、その年には、ヴェルター湖畔のマイアーニックに土地を購入し、翌1900年から同地で夏の休暇を過ごすようになった。マイアーニック滞在中は、ドロミテの美しい南チロル地方の旅行なども楽しんだりもしている。
1899年、アルタウッセにおいて、『少年の魔法の角笛』から「死んだ鼓手」を作曲、8月20日からは交響曲第4番に着手する。「第4番」は、前述の歌曲「天上の生活」を第4楽章に置き、これを結論としてそのほかの楽章がさかのぼる形で作曲された。この年に第1楽章と第2楽章が、翌1900年に第3楽章ができあがり、8月5日、マイアーニックで交響曲第4番が完成する。その後、初演前の補筆改訂は1901年10月まで行われている。

## 初演と出版
1893年10月27日に第4楽章のみが「天上の生活」としてハンブルクで初演。このときはまだ交響曲として構想されていなかった。交響曲としての全曲初演は1901年11月25日、ミュンヘンにて、作曲者自身の指揮でカイム管弦楽団（ミュンヘン・フィルハーモニー管弦楽団の前身）による。初演は不評で、多くの聴衆からブーイングが浴びせられたという。なおマーラーは同じ1901年の夏、マイアーニックにて交響曲第5番作曲に着手していた。また、「第4番」初演前の11月7日にアルマ・シントラーと出会い、12月に婚約している。初版楽譜は1902年にウィーンのドブリンガー社から出版された。

### 出版後の改訂、1911年完成稿の受容
初演と楽譜の出版を終えてもマーラーはこの作品の出来に満足していなかったため、最晩年に至るまで（特にオーケストレーションについて）常に改訂を続けた。このことを示すエピソードとして、1903年頃にマーラーがこの作品について「この世の喜びを少しも知らない継子」と言及していることや、晩年の彼が1910年7月15日付の書簡で、当時専属契約を結んでいたウニヴェルザール出版社との追加契約条項として「翌年1月にニューヨークで自らの指揮によって披露されるバージョンを交響曲第4番の完成稿とする」旨を盛り込むつもりだと書いていることなどが伝わっている。しかし、1911年初頭のニューヨークでなされた――そして同地での演奏会で披露されたと思われる――最終的な改訂の結果は、同年5月にマーラーが急逝したために、出版社に届けられることはなかった。その後、遅くとも1929年には研究者によってこのバージョンの存在が示されていたが顧みられるはことなく、改訂の成果は生前マーラーと親しかった一部の指揮者などによって部分的に取り入れられるのみとなる時期が続いたのである。
1911年完成稿の初演と作曲者の急逝から50年以上を経過した1963年になってようやく、国際マーラー協会による第1次全集の一環としてエルヴィン・ラッツによる校訂版がウニヴェルザール出版社から刊行されたことにより、1911年完成稿が国際的に広く認知され、用いられるに至る。しかし、ラッツ校訂版には多くの誤りや問題点が含まれるため、カール・ハインツ・フュッスルとラインホルト・クービクによる後年の研究成果を反映した修正版が1995年に刊行されたが、校訂の不備やスコアの誤植は依然として残っており、パート譜にも膨大な数の誤植（修正忘れ）が存在していた。第1次全集の他の作品にも存在するこれらの問題点を解消すべく、クービクを中心に進められている国際マーラー協会の第2次全集の一環として、レナーテ・シュタルク＝フォイトによる校訂版が2022年に刊行された。2019年にはこれに先駆け、ブライトコプフ・ウント・ヘルテル社の300周年記念企画であるマーラーの交響曲全曲出版プロジェクトの一環として、クリスティアン・ルドルフ・リーデルによる校訂版も刊行されている。これら後発のエディションは、すべて1911年完成稿に基づく学術的批判校訂版である。

## 楽器編成
木管はほぼ3管編成に準じる。
第4楽章のソプラノ独唱は、通常女性のソプラノで歌われるが、ボーイソプラノを起用する場合もある。
バーンスタインはアムステルダム・コンセルトヘボウ管弦楽団との録音でボーイソプラノを起用している。
- フルート4（第3・第4奏者はピッコロ持ち替え）、オーボエ3（第3奏者はコーラングレ持ち替え）、クラリネット3（第2奏者は小クラリネットに、第3奏者はバスクラリネットに持ち替え）、ファゴット3（第3奏者はコントラファゴット持ち替え）
- ホルン4、トランペット3
- ティンパニ、バスドラム、トライアングル、鈴、グロッケンシュピール、シンバル、銅鑼
- ハープ
- 弦五部（コントラバスは第5弦を持つもの）
- ソプラノ独唱

## 楽曲構成
第2番（5楽章）、第3番（6楽章）と楽章増加の傾向から一転して、古典的な4楽章構成に戻っている。以下、本章におけるドイツ語の楽章名（楽章冒頭のテンポ表記）と譜例は第1次全集1995年版による。

### 第1楽章 Bedächtig. Nicht eilen
中庸の速さで、速すぎずに。ト長調　4分の4拍子　ソナタ形式。
フルートと鈴によってロ短調の序奏で開始される。この部分をテオドール・アドルノは「道化の鈴」と呼んだ。序奏は3小節で直ちにト長調に転じて第1主題（譜例1）がヴァイオリンで奏されるが、装飾音的な動きも含んだハイドン風なものである。第2主題（譜例2）はチェロがゆったりと歌う。

譜例1

譜例2
展開部では、4本のフルートのユニゾンによって新しい旋律が現れる。これは、第4楽章の主題の先取りとなっている。その後音楽は混沌とした様相を示し、第5交響曲の第1楽章冒頭、トランペットによるファンファーレ動機も顔を出す。第1主題の再現は唐突で、しかも主題の途中から再現される。

### 第2楽章 In gemächlicher Bewegung. Ohne Hast
落ち着いたテンポで、慌ただしくなく。スケルツォ　ハ短調　8分の3拍子　三部形式。
長2度高く調弦したヴァイオリン・ソロが、「フィドルのように」と指示された、とりとめのない、一面おどけた旋律（譜例3）を演奏する。マーラーは、ここで「友ハイン（死神）は演奏する」と書いたことがあった。マーラーのパロディ的な要素がよく現れた音楽である。

譜例3

### 第3楽章 Ruhevoll (poco adagio)
静かに、少しゆるやかに。ト長調　4分の4拍子　変奏曲形式。
弦楽器で静かに始まり、二つの主題（譜例4、5）が交互に変奏される。第2変奏から次第に軽快になり、拍子、テンポ、調性がめまぐるしく移り変わる。楽章の終わり近くで急激に盛り上がり、ホ長調で第4楽章の主題が勝利を歌うかのように高らかに強奏され、静まって終わる。

譜例4

譜例5

### 第4楽章 Sehr behaglich
非常に心地よく。ト長調 - ホ長調　4分の4拍子。
ソプラノ独唱が天国の楽しさを歌う（譜例6）。各節の区切りで歌われるコラール風の旋律は、交響曲第3番の第5楽章でも使用されたもの。新たな節の始まりは、第1楽章開始の鈴の音によってもたらされる。

譜例6

## 「フモレスケ」交響曲
交響曲第4番の初期構想を伝えるマーラーのメモが残されており、次のような内容である。各項末尾のカッコ書きは、現在の形（推定を含む）。
交響曲第4番（フモレスケ）
1. 「永遠の現在としての世界」　ト長調　（→第4番の第1楽章）
2. 「この世の生活」　変ホ長調　（→『少年の魔法の角笛』による歌曲）
3. 「カリタス」　ロ長調（アダージョ）　（→第4番の第3楽章）
4. 「朝の鐘」　ヘ長調　（→第3番の第5楽章）
5. 「苦悩のない世界」　ニ長調（スケルツォ）　（→第5番の第3楽章?）
6. 「天上の生活」　ト長調　（→第4番の第4楽章、『少年の魔法の角笛』による歌曲）

このメモがいつごろのものなのかはわかっていないが、第3交響曲の構想と一部重なっていることからして、1896年の「第3番」の完成前であったと推定される。この構想では、『少年の魔法の角笛』からの2曲の歌曲である「この世の生活」と「天上の生活」が対置的で、「フモレスケ」という標題は、1893年に初演した「角笛」歌曲をまとめてそのように呼んだものである。このように、初期構想では多分に標題的かつ歌曲的であるが、最終的に第4番が現在知られる古典的な構成で完成されたことは、その間、第3交響曲の完成を経て、マーラーのウィーン時代が始まっていることが、背景として考えられる。
完成された第4番では、第4楽章の主要主題が第1楽章や第3楽章に顔を出し、全曲の連関を作っていると同時に、「闘争（葛藤）を経て勝利へ」という、ベートーヴェン以来の交響曲の伝統的図式が崩されている。さらに、鈴と笛による開始やスケルツォ楽章でのパロディ要素なども古典的な形式との齟齬を来していて、これらについてのマーラー自身の意図はどうであったかは明確でないにせよ、異化効果の発揮や「音楽についての音楽」といった多義性を獲得しているといえる。このような多義的な書法は、次作交響曲第5番で純器楽編成をとることによって、いっそう推し進められていくことになる。

## 録音

### 初録音

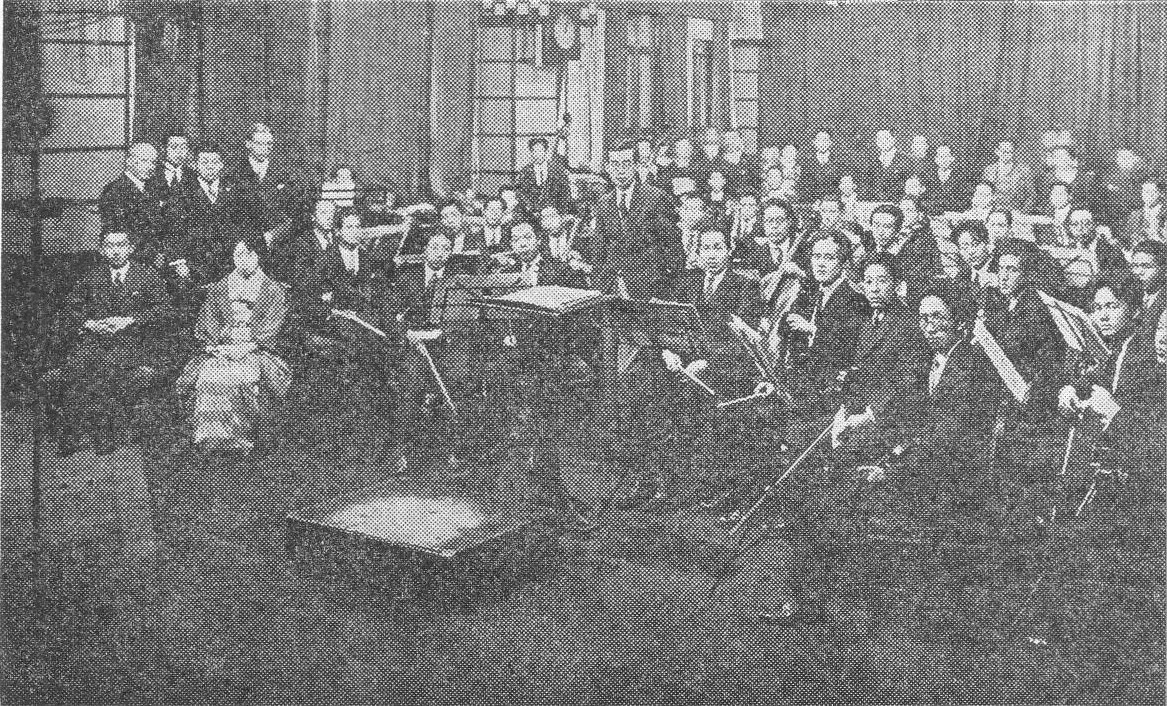
マーラーの交響曲第4番の世界初録音の様子（日本パーロフォンスタジオ）。写真左に久邇宮朝融王および朝融王妃知子女王が着席している。

この曲の世界初の全曲録音は、1930年（昭和5年）5月28日・29日に近衛秀麿指揮の新交響楽団（現在のNHK交響楽団の前身）、独唱・北澤榮子（北澤榮）によって、茅場町にあったパルロフォン吹込場にて行われた。なお、12吋盤6枚12面に録音する都合上から第3楽章の287小節から314小節までが近衛の判断により割愛されており、さらには回転数を遅くして収録してある。
近衛盤は後述のワルター盤が発売されるまで唯一の第4番のレコードであり、太平洋戦争終結後に日本に進駐してきた連合軍兵士のうち、クラシック音楽やマーラーに精通した兵士が必死に探し求めていたレコードと言われている。
パーロフォンから発売された後、パーロフォンの日本コロムビアへの吸収を経て、CD時代には日本コロムビアの一部門であるDENONから発売されたがすぐ廃盤。現在は、ローム（ロームミュージックファンデーション）から発行されている「日本SP名盤復刻選集Ⅱ」に収録されている。なお、両復刻盤は共に回転数を遅くして収録した事実を見落として78回転で復刻しており、原調のト長調から外れている。

### 欧米での初期の録音
まず確認できるのは、1939年のウィレム・メンゲルベルクによるライヴ録音である。作曲者の弟子であったブルーノ・ワルターのものは、1945年ニューヨーク・フィルハーモニック（独唱はデジ・ハルバン）と共にカーネギー・ホールで録音したものがある。ワルターは、これ以外にも1950年のザルツブルク音楽祭でのライヴ録音（独唱・イルムガルト・ゼーフリート）や1955年のウィーン国立歌劇場再建を祝うコンサートのライヴ録音（独唱はヒルデ・ギューデン）、1960年のマーラー百年祭（ワルター最後のヨーロッパ訪問）におけるライヴ録音（独唱はエリーザベト・シュヴァルツコップ）も残しており、マーラー指揮者としての存在を示している。
他にこの時期のものとしては、ベイヌム/コンセルトヘボウ（1951年）、クレンペラー/バイエルン放送交響楽団（1956年）などがある。

## 歌詞
第4楽章
| Das himmlische Leben (aus Des Knaben Wunderhorn) Wir genießen die himmlischen Freuden, Drum tun wir das Irdische meiden. Kein weltlich Getümmel Hört man nicht im Himmel! Lebt alles in sanftester Ruh. Wir führen ein englisches Leben, Sind dennoch ganz lustig daneben. Wir tanzen und springen, Wir hüpfen und singen, Sankt Peter im Himmel sieht zu. Johannes das Lämmlein auslasset, Der Metzger Herodes drauf passet, Wir führen ein geduldig's, Unschuldig's, geduldig's, Ein liebliches Lämmlein zu Tod! Sankt Lukas, der Ochsen tät schlachten Ohn' einig's Bedenken und Achten, Der Wein kost' kein' Heller Im himmlischen Keller, Die Englein, die backen das Brot. Gut Kräuter von allerhand Arten, Die wachsen im himmlischen Garten, Gut Spargel, Fisolen Und was wir nur wollen! Ganze Schüsseln voll sind uns bereit! Gut Äpfel, gut Birn und gut Trauben, Die Gärtner, die alles erlauben. Willst Rehbock, willst Hasen, Auf offenen Straßen Sie laufen herbei! Sollt' ein Festtag etwa kommen, Alle Fische gleich mit Freuden angeschwommen! Dort läuft schon Sankt Peter Mit Netz und mit Köder Zum himmlischen Weiher hinein, Sankt Martha die Köchin muß sein. Kein Musik ist ja nicht auf Erden. Die unsrer verglichen kann werden, Elftausend Jungfrauen Zu tanzen sich trauen! Sankt Ursula selbst dazu lacht! Kein Musik ist ja nicht auf Erden, Die unsrer verglichen kann werden. Cäcilia mit ihren Verwandten, Sind treffliche Hofmusikanten. Die englischen Stimmen Ermuntern die Sinnen, Daß alles für Freuden erwacht. | 天上の生活 (「少年の魔法の角笛」より) 我らは天上の喜びを味わい それゆえに我らは地上の出来事を避けるのだ。 どんなにこの世の喧噪があろうとも 天上では少しも聞こえないのだ！ すべては最上の柔和な安息の中にいる。 我らは天使のような生活をして それはまた喜びに満ち、愉快なものだ。 我らは踊り、そして、飛び跳ねる。 我らは跳ね回り、そして、歌う。 それを天のペテロ様が見ていらっしゃる。 ヨハネは仔羊を小屋から放して、 屠殺者ヘロデスはそれを待ち受ける。 我らは寛容で純潔な 一匹のかわいらしい仔羊を 死へと愛らしいその身を捧げ、犠牲にする。 聖ルカは牛を ためらいもなく、犠牲にさせなさる。 天上の酒蔵には、 ワインは1ヘラーもかからない。 ここでは天使たちがパンを焼くのだ。 すべての種類の良質な野菜が 天上の農園にはある。 それは良質のアスパラガスや隠元豆や そして、その他欲しいものは我らが思うがままに 鉢皿一杯に盛られている！ 良質な林檎や梨や葡萄も この農園の庭師は何でも与えてくれる。 牡鹿や兎や みんなそこの辺りを 楽しそうに走り回り 獣肉の断食日がやって来たら あらゆる魚が喜んでやって来る！ ペテロ様が網と餌とを持って 天上の生け簀（す）へと いそいそといらっしゃる。 マルタ様が料理人におなりになるのだ。 地上には天上の音楽と比較できるものは 何もなくて 1万1千人もの乙女たちが 恐れも知らずに踊りまわり、 ウルズラ様さえ微笑んでいらっしゃる 地上には天上の音楽と比較できるものは 何もなくて チェチリアとその親族たちが すばらしい音楽隊になる！ 天使たちの歌声が 気持ちをほぐし、朗（ほが）らかにさせ すべてが喜びのために目覚めているのだ。 |